# Nyländska Jaktklubbens båthamn i Helsingfors
Nyländska Jaktklubbens båthamn i Helsingfors (schwedisch) oder Nyländska Jaktklubbenin soutusatama Helsingissä (finnisch; beide deutsch „Der Bootshafen von Nyländska Jaktklubb in Helsinki“) ist ein Ölgemälde des Künstlers Albert Edelfelt (1854–1905) aus dem Jahr 1899.
Das Motiv zeigt Segelboote im Vereinshafen von Nyländska Jaktklubben („Yachtclub von Nyland“) im Helsinkier Südhafen. In der Stadtsilhouette im Hintergrund treten der Dom und die Uspenski-Kathedrale deutlich hervor.
Nyländska Jaktklubb ist ein bekannter finnlandschwedischer Segelverein in der Stadt Helsinki, die zu Edelfelts Lebzeiten auch international vor allem unter ihrem schwedischen Namen Helsingfors bekannt war. Der Name des Segelvereins ist ebenfalls schwedisch, Edelfelts Muttersprache.
Das Gemälde wurde im finnischen Pavillon auf der Weltausstellung Paris 1900 ausgestellt. 1902 wurde es für die Kunstsammlung Antell der Finnischen Nationalgalerie erworben. Im Jahr 2000 wurde das Gemälde im Arbeitszimmer des Präsidenten im Präsidentenpalais platziert. Es hängt an der Wand hinter dem Schreibtisch und war daher jahrelang während der Neujahrsansprache des Präsidenten im Fernsehen zu sehen. Eine Ausnahme bildeten die Jahre 2013 und 2014, als die Neujahrsansprache von Sauli Niinistö aufgrund der Renovierung des Gebäudes in Mäntyniemi aufgezeichnet wurde. Die visuelle Gestaltung der Neujahrsansprache wurde 2020 erneuert, seitdem ist das Gemälde nicht mehr im Hintergrund der Ansprache zu sehen.